# Université islamique de Médine
L'université islamique de Médine est une université saoudienne fondée en 1961 et spécialisée en études islamiques.

## Histoire
Dans le but de contenir l'expansion de l'idéologie socialiste et progressiste promue par Nasser et incarnée par la création de l'université Al-Azhar, l'Arabie saoudite décida de créer en 1961 l'université islamique de Médine. L'objectif est qu'elle devienne un vecteur de diffusion du pure Islam sans Innovation selon le Quran et la Sunnah et les compagnon et pieux prédécesseur dans le monde via les musulmans de tous les pays islamiques qui viennent y étudier pour ensuite retourner chez eux et enseigner à leur tour.
Elle a été créée par un décret royal délivré par le roi Saoud ben Abdelaziz Al Saoud.

## Organisation
L'université islamique de Médine est placée sous la tutelle du ministère saoudien de l'Enseignement supérieur et est dirigée par le professeur Mohammed bin Ali bin Farrag Al-oqla.

### Recteurs de l'université
- Cheikh Abdul Mohsen Al-Bader.
- Dr Abdullah Al Zayed.
- Dr Abdullah bin Saleh Obaid.
- Dr Saleh Al-Aboud.
- Pr Mohammed Al Okla.
- Pr Dr Abdoul Rahman ibn Abdallah ibn Mohammed al Sindi
- Dr Hatim Al Marzouqi

### Facultés et instituts
- Faculté charia (loi islamique).
- Faculté de Dawah (appel islamique) et de théologie.
- Faculté du Saint Coran et d'études islamiques.
- Faculté de langue arabe.
- Faculté du hadith et d'études islamiques.
- Institut de langue arabe aux non-locuteurs natifs.
- Institut secondaire (lycée).
- Institut intermédiaire (collège).
- Dar Al-Hadith mecquoise.
- Dar Al-Hadith médinoise.
- Institut de recherches et d'études consultatives.

## Décanats auxiliaires
- Décanat de l'Admission et de l'Inscription.
- Décanat des Affaires étudiantes.
- Décanat du Service à la communauté.
- Décanat des Cycles post-universitaires.
- Décanat de la Recherche scientifique.
- Décanat des Affaires des bibliothèques.
- Décanat du Développement académique et administratif.
- Décanat de l'Enseignement à distance.
- Décanat des Affaires des diplômés.
- Décanat de la Qualité et de l'Accréditation académique.
- Décanat des Technologies de l'information

## Controverse
L'université de Médine est régulièrement accusée d'être un vecteur majeur de la diffusion du wahhabisme dans le monde via les étudiants étrangers, principalement originaires d'Afrique, qui sont boursiers et représentent la majorité de ses milliers d’étrangers. De retour dans leur pays, ces derniers s'engagent ainsi dans la prédication. Elle a pu, à cet égard, être comparée à l'université Patrice-Lumumba en URSS.
Environ 30 000 personnes auraient été à ce jour formées dans ces universités islamiques saoudiennes.